# 葭之池温泉
葭之池温泉（よしのいけおんせん）は山梨県富士吉田市（旧甲斐国）にある温泉。

## 泉質
- 単純温泉（冷鉱泉）

## 温泉地
富士吉田市街地の外れに、日帰り入浴施設「葭之池温泉」が1軒存在する。本館は、昔ながらの茅葺の建物となっている。
浴室は、男女別の内湯のみ。加温されており、時折浴槽上の器具から加水される。併設された食堂では、吉田のうどんを提供している。

## 歴史

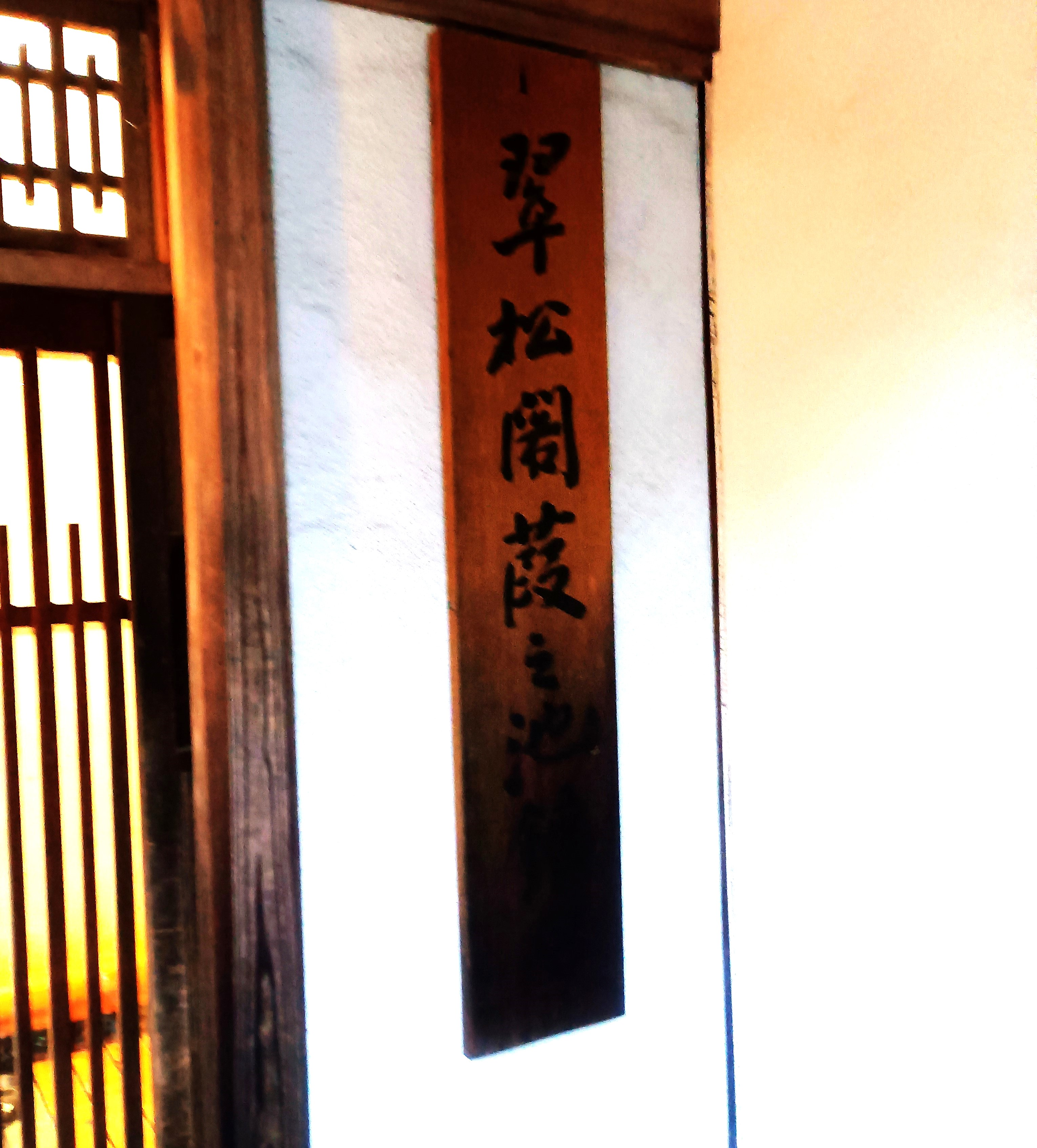
玄関に掲げられている「翠松閣葭之池温泉」の看板。旅館時代のものかは不明。

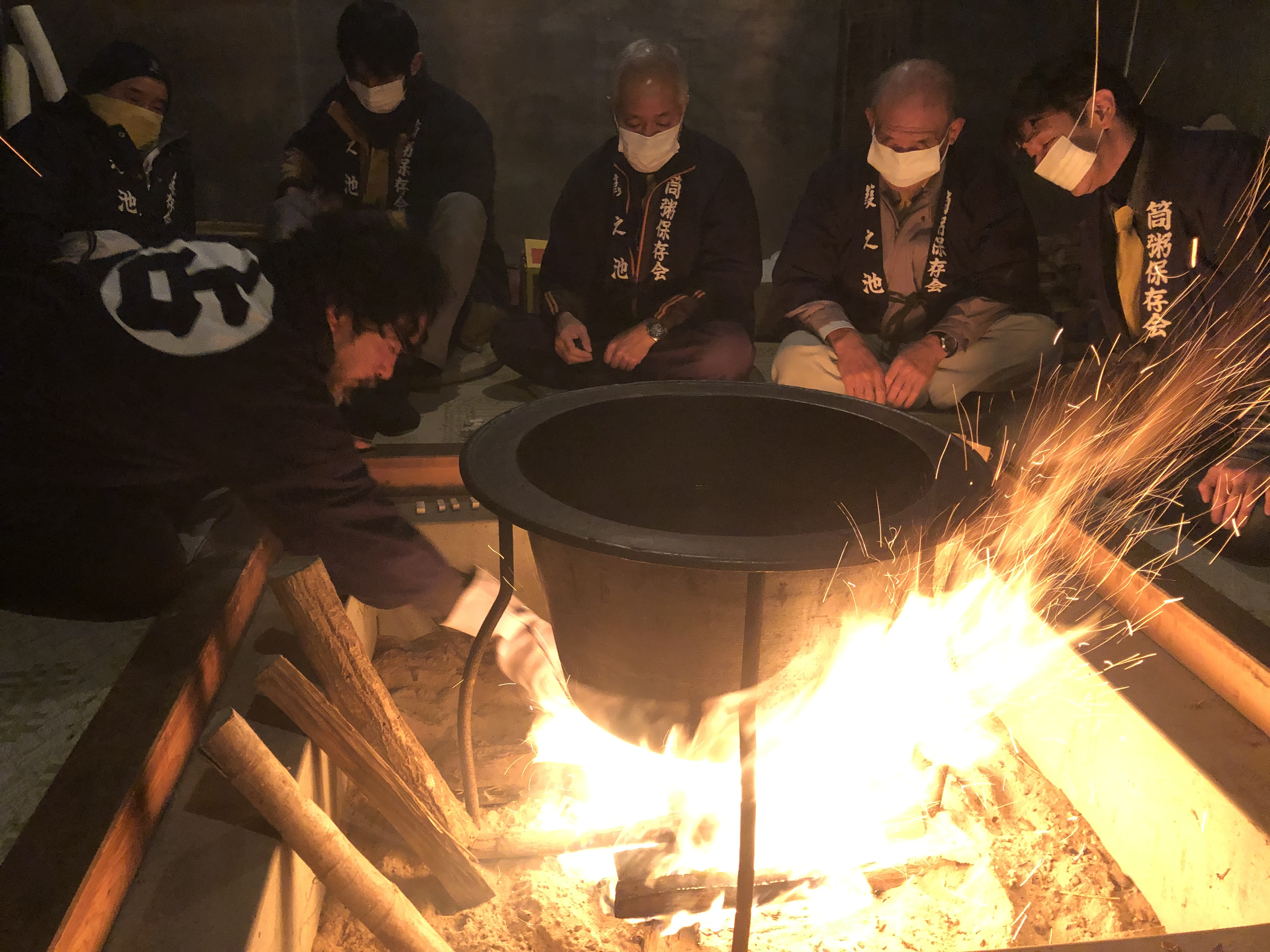
例年１月に冨士山下宮小室浅間神社にて行われる、葭之池温泉一門による筒粥神事。

1856年（安政3年）、創業。戦前までは旅館として営業していた。1989年（平成元年）1月に改築。

## アクセス
- 富士山麓電気鉄道富士急行線葭池温泉前駅より、徒歩1分。

- 中央自動車道河口湖ICから約12分、もしくは富士吉田西桂スマートICから約5分。

- 東富士五湖道路富士吉田ICから約12分。